# Kuangan
Kuangan (egyszerűsített kínai írással: 广安市, pinjin: Guǎng'ān Shì) prefektúra szintű város Kínában, Szecsuan tartományban. Lakosainak száma 3 254 883 fő (2020).

## Népesség
| Lakosok száma | 4 124 100 | 3 205 476 | 3 254 883 |
|               | 2000      | 2010      | 2020      |

## Testvérvárosok
- Boulogne-Billancourt